# Trail of Broken Treaties
Le Trail of Broken Treaties (aussi connu sous le nom de Trail of Broken Treaties Caravan et de Pan American Native Quest for Justice) est une caravane d'Amérindiens et d'organisations de Premières Nations qui a démarré en 1972 sur la côte ouest des États-Unis et s'est terminée dans le bâtiment du Bureau des affaires indiennes, au Capitole, à Washington D.C. Les participants appelaient à la restauration de l'autorité des tribus dans la création de traités, l'abolition du Bureau des affaires indiennes, et l'investissement dans l'emploi, le logement et l'éducation des populations amérindiennes.
La manifestation a rassemblé de nombreux Amérindiens tout au long du voyage, la caravane étant décrite comme « longue de plus de six kilomètres et rassemblant 700 activistes de plus de 200 tribus et de 25 États » lorsqu'elle quitta St Paul dans le Minnesota pour Washington D.C.
L'American Indian Movement, l'Assemblée des Premières Nations canadienne (anciennement the National Indian Brotherhood), le Native American Rights Fund, le National Indian Youth Council, le National American Indian Council, le National Council on Indian Work, le National Indian Leadership Training, et l'American Indian Committee on Alcohol and Drug Abuse font partie des huit organisations ayant financé la caravane. À Minneapolis, au quartier général de l'American Indian Movement (AIM), les activistes ont établi une liste de vingt revendications (Twenty-Point Position paper) pour définir précisément leurs exigences,.

## Histoire
La caravane démarre sur la côte ouest en Amérique du Nord, à Seattle, San Francisco et Los Angeles le 6 octobre, les manifestants voyageant en bus et en voiture. Les trois caravanes fusionnent à Minneapolis, dans le Minnesota, où le « Twenty-Point proposal » est rédigé. La caravane atteint la capitale, Washington, au début du mois de novembre, une semaine avant le début du mandat de Président Nixon, une bonne période pour pouvoir présenter à l'administration un « agenda concentré sur les problèmes Indiens ». Ce grand rassemblement d'Amérindiens manifestant pour leurs droits fait la une des journaux nationaux, au fur et à mesure qu'ils essaient de rencontrer des membres du gouvernement pour négocier de nouveaux accords.
L'administration Nixon refuse de rencontrer les manifestants et de lire le « Twenty-Point Position paper ». Ceux-ci, se sentant trahis, occupent le bâtiment du Ministère de l'intérieur, où se trouve le Bureau des affaires indiennes. Le bâtiment est occupé par environ 500 membres de l'AIM. Pendant l'occupation, des manifestants détruisent des dossiers et refusent de quitter les lieux tant que le gouvernement ne négocie pas avec eux. L'événement se termine une semaine plus tard, lorsque le gouvernement fédéral accepte finalement de nommer un Amérindien à un poste au Bureau des affaires indiennes. Durant les négociations, le gouvernement fait des concessions aux manifestants, dont la promesse de futurs traités de négociation.
La manifestation, bien que mal représentée par les médias à l'époque, a conduit l'AIM à en organiser d'autres pour réclamer plus de justice pour les Amérindiens, comme l'Occupation de Wounded Knee en 1973.

## Résumé du «Twenty-Point Position paper»
La liste qui suit est un résumé du « Twenty-Point Position paper », élaboré en 1972 par les Amérindiens et écrit par l'activiste Hank Adams, un participant du Trail of Broken Treaties. Le document était destiné à revendiquer la souveraineté des nations amérindiennes.
1. Le gouvernement fédéral des États-Unis doit retirer l'Indian Appropriations Act de 1871, qui retire aux nations amérindiennes le pouvoir de signer des traités constitutionnels avec le gouvernement des États-Unis.
2. Le gouvernement fédéral des États-Unis doit établir une commission des traités, qui aura le pouvoir de créer de nouveaux traités pour assurer le futur des nations amérindiennes. De plus, il devra être établi qu'aucun terme des traités existants ne peut être violé.
3. Le gouvernement fédéral doit s'engager à rencontrer quatre représentants amérindiens avant le 2 juin 1974, afin de discuter du futur des nations amérindiennes. Les médias nationaux doivent être présents lors de cette rencontre.
4. Le Président des États-Unis doit établir un comité constitué d'amérindiens et de non-amérindiens afin d'examiner les engagements et les violations des traités.
5. Les traités qui n'ont pas été ratifiés doivent être présentés au Sénat.
6. Tous les peuples amérindiens doivent être considérés comme participant aux relations conventionnelles avec le gouvernement fédéral des États-Unis.
7. Le gouvernement fédéral des États-Unis doit garantir l'exécution judiciaire et la protection des droits des amérindiens conférés par les traités.
8. Le gouvernement fédéral des États-Unis doit permettre la création d'un nouveau système de juridiction de la Cour fédérale, à laquelle les amérindiens peuvent s'adresser à propos des droits conférés par les traités et des droits tribaux. Ce système de juridiction doit pouvoir être utilisé à la fois en cas de conflit entre des amérindiens, mais aussi entre un amérindien et un non-amérindien. Il est de la plus grande importance que les chefs des nations amérindiennes participent au processus d'interprétation des traités.
9. Le congrès des États-Unis doit renoncer à son contrôle sur les affaires indiennes, et plutôt créer un comité mixte. Ce comité s'appellera le « Comité de Reconstruction des Relations et des Programmes Indiens ». Les membres du comité doivent être prêts à sacrifier une grande partie de leur temps afin de restructurer les relations indiennes en Amérique.
10. D'ici le 4 juillet 1976, le gouvernement fédéral des États-Unis devra restituer un territoire amérindien permanent d'au moins 450 000 km². Cette zone devra être non imposable par le gouvernement fédéral et ce perpétuellement. De plus, les Termination Acts des années 1950s et 1960s doivent être immédiatement abrogés.
11. L'article 163 du titre 25 du Code des États-Unis doit être révisé. Cette révision appellera à la restauration des droits des amérindiens aux individus qui l'ont perdu à cause de problèmes de registration. De plus, les amérindiens doivent pouvoir devenir membres de plus d'une seule tribu et ne pas être interdits de doubles avantages.
12. Le Congrès doit abroger les lois des États passés sous la Public Law 280. PL280 permet aux personnes qui n'appartiennent pas à la communauté amérindienne de prendre le contrôle et de gouverner les réserves. Cette loi retire aux amérindiens la capacité de se s'autogouverner sans conflit externe.
13. Toute infraction violente commise contre les amérindiens doit être traitée comme un crime fédéral et les personnes qui commettent ces violences doivent s'exposer à des sanctions et à des poursuites fédérales. Le Congrès doit également créer un grand jury amérindien national et fédéral. Ce grand jury doit être composé seulement d'amérindiens choisis par le Président et par la population amérindienne. En outre, ce jury s'occupera également des personnes non-amérindiennes qui vivent dans les réserves.
14. Le Bureau des affaires indiennes doit être démantelé d'ici 1976 et une nouvelle structure gouvernementale qui maintient les relations indiennes et fédérales doit être créée.
15. La nouvelle structure qui remplacera le Bureau des affaires indiennes sera nommé l'« Office of Federal Indian Relations and Community Reconstruction ».
16. L'« Office of Federal Indian Relations and Community Reconstruction » promouvra l'égalité entre les nations indiennes et le gouvernement fédéral, et cherchera à remédier aux fautes commises par le gouvernement fédéral envers les amérindiens.
17. Le Congrès doit adopter une loi qui autorise les échanges, le commerce et le transport des marchandises amérindien à rester hors de la juridiction du gouvernement fédéral. Les amérindiens qui vivent dans les réserves doivent être immunisés à l'imposition fédérale et étatique.
18. Les États-Unis doivent reconnaître et protéger l'intégrité spirituelle et culturelle des nations indiennes.
19. Les organisations indiennes doivent être consolidées pour atteindre l'unification des nations indiennes.
20. Le gouvernement fédéral des États-Unis doit se concentrer sur l'amélioration et la création de meilleurs logements, de l'éducation, de l'emploi et du développement économique pour les amérindiens.

## Représentation dans les médias
- Le documentaire Trudell, réalisé par Heather Rae, présente l'activiste John Trudell, qui raconte sa participation à la caravane ainsi que le contexte social de l'époque[15].